# Vratislav Mazák
Vratislav Mazák (22. června 1937 Kutná Hora – 9. září 1987 Praha) byl český biolog. Specializoval se na paleoantropologii, zoologii savců (především velkých koček a kytovců) a taxonomii. Byl také kreslířem, který často ilustroval své knihy.

## Život
Narodil se v Kutné Hoře, v roce 1955 nastoupil vysokoškolská studia biologie na Přírodovědecké fakultě UK v Praze, později zde zůstal a stal se profesorem. Také pracoval jako zoolog pro pražské Národní muzeum. Vynikal všestranností. Objekty jeho vědeckého zájmu byly kočkovité a kunovité šelmy, kopytníci, hmyzožravci, netopýři a fosilní savci, včetně člověka. Později se věnoval i kytovcům. Popsal poddruh tygra Panthera tigris corbetti (tygr indočínský) a divokého osla Equus hemionus kulan (kulan). Spolu s dr. Colinem Grovesem popsal prehistorického hominida Homo ergaster, který je v současnosti považován za jeden z klíčových druhů lidské evoluce. Jeho spolupracovníkem na knihách o genezi člověka byl Zdeněk Burian. Mazák se zabýval katalogizací Burianova díla a mj. byl autorem katalogu stálé expozice Burianových obrazů v ZOO Dvůr Králové nad Labem.
Vratislav Mazák se netajil svému obdivu ke zvířatům, především pak k tygrovi a vorvaňovi. Byl velkým ctitelem Hermana Melvilla, jehož popis života kytovců (Bílá velryba) považoval za nadčasový jak svou poetikou, tak faktografickou přesností. Dále obdivoval Jima Corbetta. Často citoval jeho postřehy ze života indických tygrů a k jeho knize o lidožroutech z Kumáonu napsal doslov.
Mazákův bratr Miroslav zahynul jako student za okupace v době 2. světové války.
Vratislav Mazák zemřel na rakovinu v roce 1987.

## Dílo

### V češtině
- HANZÁK, Jan. Naši savci. Ilustrace Dagmar Černá a Vratislav Mazák. 1. vyd. Praha: Albatros, 1970. 350 s. (Oko; sv. 26).
- MAZÁK, Vratislav. Kostra velryby v Národním muzeu v Praze a krátký pohled do světa kytovců. Praha: Zoologické oddělení Národního muzea, 1976. 62 s.
- MAZÁK, Vratislav. Jak vznikl člověk : sága rodu homo. Ilustrace Zdeněk Burian. 1. vyd. Praha: Práce, 1977. 397 s. (přeloženo do cizích jazyků, mj. angličtiny a němčiny)
- MAZÁK, Vratislav. Velké kočky a gepardi. Praha: Státní zemědělské nakladatelství, 1980. 189 s. (Zvířata celého světa; sv. 7).
- MAZÁK, Vratislav. Jak vznikl člověk : sága rodu homo. Ilustrace Zdeněk Burian. 2. vyd. Praha: Práce, 1986. 421 s. (druhé, doplněné vydání)
- MAZÁK, Vratislav. Kytovci. Praha: Státní zemědělské nakladatelství, 1988. 312 s. (Zvířata celého světa; sv. 12).
- MAZÁK, Vratislav. Pravěký člověk. Ilustrace Zdeněk Burian. Praha: Fénix, 1992. 191 s. ISBN 80-85245-19-1.

### Cizojazyčně
- HANÁK, Vladimír; MAZÁK, Vratislav. The illustrated encyclopedia of mammals. 1. vyd. Londýn: Octopus, 1979. 352 s. Dostupné online. ISBN 9780706410358. (anglicky)
- MAZÁK, Vratislav. Notes on the black-maned lion of the Cape, Panthera leo melanochaita (Ch. H. Smith, 1842) and a revised list of the preserved specimens. Amsterdam, Londýn: North-Holland Pub. Co., 1975. 44 s. ISBN 9780720482898. (anglicky)
- MAZÁK, Vratislav. Der Tiger : Panthera tigris Linnaeus, 1758. 1. vyd. Wittenberg Lutherstadt: A. Ziemsen, 1965. 162 s. (Neue Brehm-Bücherei; sv. 356). (německy)
- MAZÁK, Vratislav. Der Tiger : Panthera tigris. 2. vyd. Wittenberg Lutherstadt: A. Ziemsen, 1979. 228 s. (Neue Brehm-Bücherei; sv. 356). (německy) (druhé, přepracované a rozšířené vydání)
- MAZÁK, Vratislav. Der Tiger : Panthera tigris. 3. vyd. Wittenberg Lutherstadt: A. Ziemsen, 1983. 228 s. (Neue Brehm-Bücherei; sv. 356). (německy) (třetí, redigované vydání - pozdější vydání jsou již nezměněné přetisky tohoto vydání)
- MAZÁK, Vratislav. Panthera tigris. Mammalian Species. 1981-05-08, sv. 152, s. 1–8. Dostupné v archivu pořízeném dne 2012-03-09. doi:10.2307/3504004. (anglicky) Archivováno 9. 3. 2012 na Wayback Machine.